# Mohammad Rabbani
Pour les articles homonymes, voir Rabbani.
Mohammad Rabbani (en dari : محمد رباني), né en 1955 et mort en 2001, a été l'un des fondateurs des talibans, compagnon de route du mollah Mohammad Omar. Après avoir chassé le président Burhanuddin Rabbani, il devient président du Conseil suprême de l'émirat islamique d'Afghanistan le 27 septembre 1996,.
Il meurt le 15 avril 2001 d'un cancer du foie.